# Lomamyia tenuis
Lomamyia tenuis is een insect uit de familie van de Berothidae, die tot de orde netvleugeligen (Neuroptera) behoort. 
Lomamyia tenuis is voor het eerst wetenschappelijk beschreven door Carpenter in 1940.